# Complejos π de olefinas
Los complejos π de olefinas con metales de transición son ampliamente comunes. La formación de complejos de hidrocarburos insaturados con metales de transición permite activar los compuestos insaturados lo cual es crucial en procesos catalíticos de  transformación de hidrocarburos tales como: hidrogenación, oligomerización, polimerización, ciclación, hidroformilación, isomerización y oxidación.

## Enlace
En este tipo de compuestos existe una interacción metal ligante, en el cual hay una donación electrónica del ligante al metal, sin embargo, el ligante también es un aceptor electrónico debido a que en el enlace intervienen simetría de tipo π.
En enlace π de la olefina se coordina al metal como donador σ, mientras que los orbitales d llenos del metal donan densidad electrónica por retrodonación a los orbitales π* de la olefina. 
La tendencia a formar complejos de olefinas está íntimamente relacionada con las características del metal como aceptor σ y donador π. La capacidad de una olefina para funcionar como una base de Lewis, así como un ácido de Lewis, con un metal de transición ayuda a cumplir el principio de electroneutralidad. 
Ambas interacciones sirven para debilitar el enlace intraligante correspondiente al {\displaystyle {\ce {C - C}}}. Esto es apreciable en las diferencias en la frecuencia de vibración de los alquenos en forma libre y coordinada en espectroscopía infrarroja, dicha frecuencia disminuye entre más presente se encuentre este de efecto de donación σ y retrodonación π. En el caso de alquenos sustituidos el efecto aumenta al sustituir los hidrógenos adyacentes al doble enlace por átomos con electronegatividad creciente.
La retrodonación π impide la libre rotación de la olefina alrededor del eje metal-olefina, la medida de la barrera de rotación también proporciona una evaluación de la retrodonación.

## Estructura
Para que el enlace por donación σ y retrodonación π entre el metal de transición y la olefina ocurran es necesario que el metal tenga electrones d no enlazantes. Por lo tanto, complejos d0 como ScIII TiIV VV  no pueden formar complejos estables con olefinas.  Cuando el metal se encuentra en estados de oxidación bajos con ligantes muy donadores la retodonación es tan importante que el complejo se considera formalmente como un metalociclopropano, adoptando los dos átomos de carbono en una geometría tetraédrica. Cuando esto ocurre la olefina se adiciona oxidativamente al metal. Sin embargo el enlace de la olefina puede describirse bien como un punto entre los dos casos límite, por una parte el metalociclo y por otra interacción entre los orbitales del metal y el enlace π del alqueno. En la forma de retrodonación los átomos de carbono tendrán una hibridación sp2 y una estructura planar, mientras que el metalaciclo  el carácter p en el orbital híbrido es mayor y no es planar.  Por lo tanto, la desviación de la planaridad de la olefina coordinada estará relacionada con la tendencia de los átomos de carbono para formar orbitales híbridos con un mayor carácter p. Esta tendencia aumenta al incrementar la electronegatividad de los sustituyentes (Regla de Bent).
La conformación relativa al compuesto de coordinación metal olefina dependerá en el número de coordinación del metal, así como al número de electrones de valencia. 

## Síntesis
1. Isomerización inducidad por metal
2. Adición
3. Compuestos de coordinación insaturados pueden añadir olefinas sin el desplazamiento de otro grupo.
4. Abstracción de hidruro de compuestos de coordinación con grupos alquilo
5. Sal del metal +  Olefina + Agente Reductor
6. Transferencia de butadieno mediante butadieno de magnesio
7. Transformación de compuestos de coordinación enilo.
8. Reacciones de substitución

- Substitución térmica del ligante
- Substitución fotoquímica del ligante a bajas temperaturas

## Reactividad
La estabilidad termodinámica está altamente influenciada por la naturaleza de la olefina:
- Los grupos sustituyentes electroatractores aumentan la estabilidad mientras que los electrodonadores la disminuyen.
- Existen casos de isomería cis/trans  en donde el complejo más estable es la olefina cis.
- Compuestos de coordinación con olefinas de estructuras cíclicas que están forzadas  y son poco estables al coordinarse con el centro metálico presentan una mayor estabilidad que al estar libre.
- La reacción más característica de los compuestos de coordinación de las monoolefinas es la substitución de ligante. Esta reacción suele ocurrir en condiciones de reacción suaves., y provee una alternativa importante en la síntesis de compuestos de coordinación de baja estabilidad térmica.
- Otra reacción de interés por sus fines sintéticos  es el comportamiento de algunos compuestos de coordinación frente a reactivos nucleofílicos.